# Hamblin González
Hamblin González (nasceu?) é um ex-ciclista nicaraguense. González representou sua nação em dois eventos durante os Jogos Olímpicos de Verão de 1976.